# Zaton Obrovački
Zaton Obrovački es una localidad de Croacia situada en el municipio de Jasenice, en el condado de Zadar. Según el censo de 2021, tiene una población de 95 habitantes.

## Demografía
| Gráfica de población de Zaton Obrovački 1857-2011                  |
|                                                                    |
| Según los censos de población de la Oficina de Estadísticas Croata |